# احمدی (دشتستان)
احمدی (دشتستان)، روستایی از توابع بخش بوشکان شهرستان دشتستان در استان بوشهر ایران است.

## جمعیت
این روستا در دهستان بوشکان قرار دارد و براساس سرشماری مرکز آمار ایران در سال ۱۳۸۵، جمعیت آن زیر سه خانوار بوده‌است.